# Queeneth Agbor
Queeneth Agbor es una actriz y personalidad nigeriana.

## Biografía
Agbor nació y fue criada en Calabar. Se licenció en microbiología en la Universidad de Calabar. Se mudó a Lagos, después de sentir que la gente la "presionaba" para que se convirtiera en actriz. Desde entonces se ha hecho conocida por sus papeles en películas de Nollywood como Painful Kingdom con Olu Jacobs, Hooked with Francis Duru y The Movement.